# Jerzy Zabielski
Jerzy Zabielski   (Varsòvia, 28 de març de 1897 - Varsòvia, 19 de novembre de 1958) fou un tirador d'esgrima polonès que va competir durant la dècada de 1920.
Especialista en el sabre, el 1924 va prendre part al Jocs Olímpics de París, on quedà eliminat en sèries en la prova del sabre per equips del programa d'esgrima. Quatre anys més tard, als Jocs d'Amsterdam, va guanyar la medalla de bronze en la prova del sabre per equips del programa d'esgrima.
Participà en la Guerra poloneso-soviètica. En acabar aquesta va estudiar dret a la Universitat Jagellònica de Cracòvia. El 1935 va ser ascendit a capità. Va lluitar en la Campanya de Polònia de la Segona Guerra Mundial, i s'integrà a les forces armades poloneses d'Occident.